# Tắc kè ngón chân cong Java
Tắc kè ngón chân cong Java, tên khoa học: Cyrtodactylus marmoratus, là một loại thằn lằn sống ở khu vực Đông Nam Á. Chúng được phân loại bởi John Edward Gray vào năm 1831.
|  |  |  |

## Phân bố
Loài thằn lằn này sống ở Thái Lan, bán đảo Mã Lai, Indonesia (Java, Sulawesi, Halmahera), và Papua New Guinea.
Khu vực điển hình: đảo Java.